# Championnat d'Autriche de football 1973-1974
Navigation
Saison précédente Saison suivante
La saison 1973-1974 du Championnat d'Autriche de football était la 63e édition du championnat de première division en Autriche. La Nationalliga regroupe les 15 meilleurs clubs du pays au sein d'une poule unique où ils s'affrontent deux fois au cours de la saison, à domicile et à l'extérieur. C'est la dernière édition du championnat sous cette forme avant la mise en place de la Bundesliga la saison prochaine, qui se jouera avec 10 clubs seulement.
C'est le club du SK VÖEST Linz qui remporte le championnat en terminant en tête du classement final, avec un seul point d'avance sur le triple tenant du titre, le FC Wacker Innsbruck et 2 sur le SK Rapid Vienne. C'est le tout premier titre de champion d'Autriche de l'histoire du club.
Plusieurs événements vont venir perturber l'intersaison. Tout d'abord, le SK Sturm Graz, 14e du dernier championnat et donc normalement relégué en Regionalliga, conteste sa rétrogradation au prétexte d'une épidémie animale dans l'est de l'Autriche durant le printemps, qui aurait selon le club perturbé la fin du championnat. La fédération décide donc de maintenir le club parmi l'élite. Ensuite, plusieurs fusions entre clubs ont lieu. L'un des promus, le WSG Radenthein fusionne avec un club de 3e division, le Villacher SV pour former le WSG Radenthein/Villacher SV tandis que les clubs du FC Rüthia Bludenz, autre promu, fusionne avec le Schwarz-Weiss Bregenz pour former le FC Vorarlberg. Il y a donc 17 clubs engagés en Nationalliga cette saison.

## Les 17 clubs participants
| - Wiener Sport-Club - SK Rapid Vienne - Donawitzer SV Alpine - WSG Radenthein/Villacher SV - Promu de Regionalliga - SC Eisenstadt - FC Wacker Innsbruck - FC Vorarlberg - Promu de Regionalliga - Linzer ASK - SK Austria Klagenfurt | - 1. Simmeringer SC - Promu de Regionalliga - SK VÖEST Linz - FC Admira Wacker - FK Austria Vienne - Grazer AK - SK Sturm Graz - SV Austria Salzbourg - First Vienna FC |

## Compétition

### Classement
Le barème utilisé pour établir le classement est le suivant :
- Victoire : 2 points
- Match nul : 1 point
- Défaite : 0 point

| Rang | Équipe                        | Pts | J  | G  | N  | P  | Bp | Bc | Diff |
| ---- | ----------------------------- | --- | -- | -- | -- | -- | -- | -- | ---- |
| 1    | SK VÖEST Linz                 | 47  | 32 | 18 | 11 | 3  | 51 | 28 | +23  |
| 2    | FC Wacker Innsbruck T         | 46  | 32 | 19 | 8  | 5  | 57 | 21 | +36  |
| 3    | SK Rapid Vienne               | 45  | 32 | 18 | 9  | 5  | 74 | 33 | +41  |
| 4    | FK Austria Vienne C           | 39  | 32 | 16 | 7  | 9  | 59 | 37 | +22  |
| 5    | SK Sturm Graz                 | 34  | 32 | 14 | 6  | 12 | 28 | 35 | -7   |
| 6    | Donawitzer SV Alpine          | 33  | 32 | 13 | 7  | 12 | 51 | 48 | +3   |
| 7    | FC Admira Wacker              | 31  | 32 | 11 | 9  | 12 | 50 | 48 | +2   |
| 8    | SV Austria Salzbourg          | 31  | 32 | 10 | 11 | 11 | 35 | 35 | 0    |
| 9    | Linzer ASK                    | 30  | 32 | 11 | 8  | 13 | 38 | 48 | -10  |
| 10   | Wiener Sport-Club             | 29  | 32 | 10 | 9  | 13 | 43 | 60 | -17  |
| 11   | 1. Simmeringer SC P           | 28  | 32 | 10 | 8  | 14 | 49 | 47 | +2   |
| 12   | Grazer AK                     | 28  | 32 | 9  | 10 | 13 | 31 | 41 | -10  |
| 13   | SC Eisenstadt                 | 28  | 32 | 11 | 6  | 15 | 36 | 52 | -16  |
| 14   | SK Austria Klagenfurt         | 27  | 32 | 8  | 11 | 13 | 33 | 44 | -11  |
| 15   | WSG Radenthein/Villacher SV P | 26  | 32 | 6  | 14 | 12 | 33 | 40 | -7   |
| 16   | First Vienna FC               | 24  | 32 | 8  | 8  | 16 | 38 | 54 | -16  |
| 17   | FC Vorarlberg P               | 18  | 32 | 5  | 8  | 19 | 31 | 66 | -35  |

|  | Qualification pour la Coupe des clubs champions 1974-1975                    |
|  | Qualification pour la Coupe des Coupes 1974-1975                             |
|  | Qualification pour la Coupe UEFA 1974-1975                                   |
|  | Participation au barrage de promotion-relégation                             |
|  | Relégation directe en Nationalliga                                           |
|  | T Tenant du titre C Vainqueur de la Coupe d'Autriche P Promu de Regionalliga |

La saison prochaine, la Fédération met en place un tout nouveau championnat, la Bundesliga. Regroupant uniquement 10 équipes, cette compétition permettra de représenter tous les Länder d'Autriche (à l'exception du Vorarlberg, dont le seul représentant termine dernier du championnat et ne peut prétendre à une place en Bundesliga). Ainsi, à la fin de cette saison, seul le meilleur club de chaque Länd est qualifié pour la prochaine édition, sauf pour la ville de Vienne qui obtient le droit d'avoir deux clubs engagés. La 10e et dernière place est jouée en tournoi de promotion-relégation entre le deuxième club de Haute-Autriche et les 3 champions de Regionalliga.
| - Vienne : SK Rapid Vienne et FK Austria Vienne - Carinthie : SK Austria Klagenfurt - Haute-Autriche : SK VÖEST Linz - Basse-Autriche : FC Admira Wacker - + vainqueur du tournoi de promotion-relégation | - Salzbourg : SV Austria Salzbourg - Tyrol : FC Wacker Innsbruck - Styrie : SK Sturm Graz - Burgenland : SC Eisenstadt |

### Matchs

#### Tournoi de promotion-relégation
Le deuxième club du länd de Haute-Autriche, le Linzer ASK, doit disputer un barrage face aux trois champions de Regionalliga. Le vainqueur de ce tournoi accède à la toute nouvelle Bundesliga.
|  | Demi-finales            | Demi-finales | Demi-finales |                    |   | Finale | Finale | Finale |  |
|  |                         |              |              |                    |   |        |        |        |  |
|  | 16 et 20 juin 1974      |              |              |                    |   |        |        |        |  |
|  |                         |              |              |                    |   |        |        |        |  |
|  | Kapfenberger SV (Mitte) | 0            | 1            |                    |   |        |        |        |  |
|  | Kapfenberger SV (Mitte) | 0            | 1            | 25 et 29 juin 1974 |   |        |        |        |  |
|  | SV Stockerau (Ost)      | 1            | 6            |                    |   |        |        |        |  |
|  | SV Stockerau (Ost)      | 1            | 6            | SV Stockerau       | 3 | 1      |        |        |  |
|  | 16 et 20 juin 1974      |              |              | SV Stockerau       | 3 | 1      |        |        |  |
|  |                         | Linzer ASK   | 1            | 6                  |   |        |        |        |  |
|  | Linzer ASK              | Linzer ASK   | 1            | 6                  | 4 | 2      |        |        |  |
|  | Linzer ASK              |              |              |                    | 4 | 2      |        |        |  |
|  | FC Dornbirn (West)      | 0            | 2            |                    |   |        |        |        |  |

## Bilan de la saison
| Championnat d'Autriche de football 1973-1974 | |
| Champion                                     | SK VÖEST Linz (1er titre) |
| Coupes et trophées                           | |
| Vainqueur de la Coupe d'Autriche 1973-1974   | FK Austria Vienne |
| Qualifications continentales                 | |
| Coupe d'Europe des clubs champions 1974-1975 | SK VÖEST Linz |
| Coupe des Coupes 1974-1975                   | FK Austria Vienne |
| Coupe UEFA 1974-1975                         | FC Wacker Innsbruck |
| Coupe UEFA 1974-1975                         | SK Rapid Vienne |
| Coupe UEFA 1974-1975                         | SK Sturm Graz |
| Promotions et relégations                    | |
| Promus en Bundesliga                         | Aucun |
| Relégués en Nationalliga                     | Donawitzer SV Alpine Wiener Sport-Club 1. Simmeringer SC Grazer AK WSG Radenthein/Villacher SV First Vienna FC FC Vorarlberg |